# 가희 Complete Box Empress
《가희 Complete Box Empress》(일본어: 歌姫 Complete Box Empress 우타히메 컴플리트 박스 엠프레스[*])는 일본의 여가수 나카모리 아키나(中森明菜)의 커버 음반 《가희》 시리즈의 박스 세트로 2004년 12월 1일에 발매하였다. (6CD: POCE-3035/40)

## 수록곡
| #            | 제목                                                                                                  | 작사                  | 작곡            | 편곡         | 재생 시간 |
| ------------ | --- | --------------------- | --------------- | ------------ | --------- |
| 1.           | 〈〈춤은 잘 출 수 없는〉(ダンスはうまく踊れない 단스와우마쿠오도레나이[*])〉 (원곡: 이시하라 세리)    | 이노우에 요스이       | 이노우에 요스이 | 센주 아키라  | 5:39      |
| 2.           | 〈〈번뇌의 다리〉(愛染橋 아이젠바시[*])〉 (원곡: 야마구치 모모에)                                     | 마쓰모토 다카시       | 호리우치 다카오 | 센주 아키라  | 4:40      |
| 3.           | 〈〈짝사랑〉(片想い 가타오모이[*])〉 (원곡: 나카오 미에)                                              | 야스이 카즈미         | 가와구치 마코토 | 센주 아키라  | 4:41      |
| 4.           | 〈〈사추기〉(思秋期 시슈키[*])〉 (원곡:이와사키 히로미)                                               | 아쿠 유               | 미키 다카시     | 센주 아키라  | 4:51      |
| 5.           | 〈〈만나고 싶어서, 만나고 싶어서〉(逢いたくて逢いたくて 아이타쿠테 아이타쿠테[*])〉 (원곡: 소노 마리) | 이와타니 토키코       | 미야가와 히로시 | 센주 아키라  | 4:03      |
| 6.           | 〈〈종착역〉(終着駅 슈차쿠에키[*])〉 (원곡: 오쿠무라 치요)                                            | 센케 카즈야           | 하마 케이스케   | 센주 아키라  | 4:02      |
| 7.           | 〈〈마법의 거울〉(魔法の鏡 마호노카가미[*])〉 (원곡: 마츠토야 유미)                                   | 마츠토야 유미         | 마츠토야 유미   | 센주 아키라  | 3:57      |
| 8.           | 〈〈보람〉(生きがい 이키가이[*])〉 (원곡: 유키 사오리)                                                | 야마가미 미치오       | 시부야 다케시   | 센주 아키라  | 4:03      |
| 9.           | 〈〈나는 바람〉(私は風 와타시와카제[*])〉 (원곡: 카르멘 마키 & OZ)                                    | Maki Annette Lovelace | 가스가 히로후미 | 센주 아키라  | 10:07     |
| 총 재생 시간 | 총 재생 시간                                                                                          | 총 재생 시간          | 총 재생 시간    | 총 재생 시간 | 46:03     |

| #            | 제목                                                                                                 | 작사            | 작곡                       | 편곡         | 재생 시간 |
| ------------ | --- | --------------- | -------------------------- | ------------ | --------- |
| 1.           | 〈〈가희2 Opening〉(歌姫2 Opening)〉                                                                 |                 | 센주 아키라                | 센주 아키라  | 0:41      |
| 2.           | 〈〈황혼의 비긴〉(黄昏のビギン 타소가레노비긴[*])〉 (원곡: 미즈하라 히로시, 리메이크: 치아키 나오미) | 에이 로쿠스케   | 나카무라 하치다이          | 센주 아키라  | 4:01      |
| 3.           | 〈〈분홍색 한숨〉(桃色吐息 모모이로토이키[*])〉 (원곡: 다카하시 마리코)                              | 강진화          | 사토 다카시                | 센주 아키라  | 3:40      |
| 4.           | 〈〈아듀〉(アデュー 아데유[*])〉 (원곡:쇼노 마요)                                                    | 쇼노 마요       | 쇼노 마요                  | 센주 아키라  | 4:00      |
| 5.           | 〈〈이별의 예감〉(別れの予感 와카레노요칸[*])〉 (원곡: 등려군)                                       | 아라키 토요히사 | 미키 타카시                | 센주 아키라  | 4:28      |
| 6.           | 〈〈싱글 어게인〉(シングル・アゲイン 신구루 아게인[*])〉 (원곡: 다케우치 마리야)                     | 다케우치 마리야 | 다케우치 마리야            | 센주 아키라  | 4:01      |
| 7.           | 〈〈색채의 블루스〉(色彩のブルース 시쿠사이노부루스[*])〉 (원곡: EGO-WRAPPIN')                       | 나카노 요시에   | 모리 마사키, 나카노 요시에 | 센주 아키라  | 4:52      |
| 8.           | 〈〈코스모스〉(秋桜)〉 (원곡: 야마구치 모모에)                                                       | 사다 마사시     | 사다 마사시                | 센주 아키라  | 3:51      |
| 9.           | 〈〈이방인〉(異邦人 이호진[*])〉 (원곡: 쿠보타 사키)                                                 | 구보다 사키     | 구보다 사키                | 센주 아키라  | 3:27      |
| 10.          | 〈〈처녀의 왈츠〉(乙女のワルツ 오토메노와루츠[*])〉 (원곡: 이토 사키코)                              | 아쿠 유         | 미키 타카시                | 센주 아키라  | 3:08      |
| 11.          | 〈〈유리빛의 지구〉(瑠璃色の地球 루리이로노치큐[*])〉 (원곡: 마츠다 세이코)                          | 마츠모토 다카시 | 히라이 나츠미              | 센주 아키라  | 4:18      |
| 12.          | 〈〈가희2 Ending〉(歌姫2 Ending)〉                                                                   |                 | 센주 아키라                | 센주 아키라  | 1:25      |
| 총 재생 시간 | 총 재생 시간                                                                                         | 총 재생 시간    | 총 재생 시간               | 총 재생 시간 | 41:52     |

| #            | 제목 | 작사                | 작곡                | 편곡         | 재생 시간 |
| ------------ | --- | ------------------- | ------------------- | ------------ | --------- |
| 1.           | 〈〈회귀 ~가희3 Opening〉(回帰 〜歌姫3 Opening (Instrumental) 카이키[*])〉                                                      |                     | 센주 아키라         | 센주 아키라  | 1:15      |
| 2.           | 〈〈우산이 없다〉(傘がない 카사가나이[*])〉 (원곡: 이노우에 요스이)                                                             | 이노우에 요스이     | 이노우에 요스이     | 센주 아키라  | 6:19      |
| 3.           | 〈〈무희〉(踊り子 오도리코[*])〉 (원곡: 무라시타 코조)                                                                          | 무라시타 코조       | 무라시타 코조       | 센주 아키라  | 4:40      |
| 4.           | 〈〈사랑은 아지랑이〉(愛はかげろう 아이와카게로[*])〉 (원곡:가무)                                                               | 미우라 카즈토       | 미우라 카즈토       | 센주 아키라  | 4:22      |
| 5.           | 〈〈슬로우하게 부기해줄게 (I want you)〉(スローなブギにしてくれ (I want you) 스로나부기니시테구레[*])〉 (원곡: 미나미 요시타카) | 마츠모토 다카시     | 미나미 요시타카     | 센주 아키라  | 3:16      |
| 6.           | 〈〈밤안개여, 오늘밤도 고마워요〉(夜霧よ今夜もありがとう 요기리요콘야모아리가토[*])〉 (원곡: 이시하라 유지로)                   | 하마구치 구라노스케 | 하마구치 구라노스케 | 센주 아키라  | 3:41      |
| 7.           | 〈〈도쿄 사막〉(東京砂漠 도쿄사바쿠[*])〉 (원곡: 우치야마다 히로시와 쿨 파이브)                                                 | 요시다 오           | 우치야마다 히로시   | 센주 아키라  | 4:21      |
| 8.           | 〈〈창〉(窓 마도[*])〉 (원곡: 마츠야마 치하루)                                                                                  | 마츠야마 치하루     | 마츠야마 치하루     | 센주 아키라  | 4:48      |
| 9.           | 〈〈Manish ~가희3 Interlude〉(歌姫3 Interlude (Instrumental))〉                                                                 |                     | 하자마 켄지         | 센주 아키라  | 0:34      |
| 10.          | 〈〈ALONE〉〉 (원곡: B'z) | 이나바 코시         | 마츠모토 타카히로   | 센주 아키라  | 6:31      |
| 11.          | 〈〈헐리우드 스캔들〉(ハリウッド・スキャンダル 하리웃도 스캰다루[*])〉 (원곡: 고 히로미)                                        | 아키 요코           | 도쿠라 슌이치       | 센주 아키라  | 4:04      |
| 12.          | 〈〈사랑의 예감〉(恋の予感 코이노요칸[*])〉 (원곡: 안전지대)                                                                    | 이노우에 요스이     | 다마키 코지         | 센주 아키라  | 4:38      |
| 13.          | 〈〈NO MORE ENCORE〉〉 (원곡: 우치토 야스코, 리메이크: 우자키 류도)                                                             | 아키 요코           | 우자키 류도         | 센주 아키라  | 5:16      |
| 14.          | 〈〈바람의 문 ~가희3 Ending〉(風の扉 〜歌姫3 Ending (Instrumental) 카제노토비라[*])〉                                           |                     | 센주 아키라         | 센주 아키라  | 1:40      |
| 총 재생 시간 | 총 재생 시간 | 총 재생 시간        | 총 재생 시간        | 총 재생 시간 | 55:25     |